# Tzontehuitz
Tzontehuitz es una localidad del estado mexicano de Chiapas. Es parte del municipio de Chamula.

## Demografía
| Gráfica de evolución demográfica |
|                                  |

| Censo | Población |
| ----- | --------- |
| 1921  | 100       |
| 1930  | 311       |
| 1940  | 653       |
| 1950  | 567       |
| 1960  | 292       |
| 1970  | 512       |
| 1980  | 516       |
| 1990  | 765       |
| 2000  | 952       |
| 2010  | 1 004     |
| 2020  | 1 395     |